# شعب اليهودي (فرع العدين)

تعديل مصدري - تعديل

شعب اليهودي محلة تابعة لقرية الثلث، التابعة لعزلة بني احمد والثلث بمديرية فرع العدين إحدى مديريات محافظة إب في الجمهورية اليمنية، بلغ تعداد سكانها 36 حسب تعداد اليمن لعام 2004.